# Ken Waller
Ken Waller ist ein ehemaliger professioneller Bodybuilder aus den Vereinigten Staaten, der in seiner dreißigjährigen Karriere zahlreiche Wettbewerbe gewonnen hat, darunter der IFBB Universe 1975, der AAU Mr. USA 1969 und der Mr. Olympia Over 200 lbs 1976.
Bekannt war er für sein markantes äußeres Erscheinungsbild, darunter sein rotes lockiges Haar und sein selbstbewusstes Posing.
Ken Waller trat auch in Filmen wie „Stay Hungry“ und „Pumping Iron“ auf, in denen einige der bekanntesten Bodybuilding-Ikonen wie Arnold Schwarzenegger, Frank Zane und Franco Columbu zu sehen waren.

## Biografie
Geboren am 20. März 1942 in Jeffersonville, Indiana, wuchs Ken Waller in einer sportlichen Umgebung auf. Nach einer erfolgreichen Zeit im Football an der Western Kentucky University diente er im United States Marine Corps, bevor er Lehrer wurde.
Seine Bodybuilding-Karriere begann 1968, und nach mehreren Anläufen erreichte er 1970 den AAU Mr. World-Titel, der ihn in die professionelle IFBB-Liga führte.
In den 1970er Jahren errang Ken Waller neun beeindruckende Siege und etablierte sich als herausragende Persönlichkeit im Bodybuilding. Seine Siege beim Mr. Olympia Over 200 lbs 1976 und dem IFBB Universe 1975 hoben ihn besonders hervor.
Ruhestand und Medienauftritte
Ken beendete seine professionelle Karriere nach dem Sieg beim Mr. Olympia 1976. Neben seinen Wettkämpfen trat er in Filmen wie „Pumping Iron“ und „Stay Hungry“ auf. In „Pumping Iron“ spielte er eine antagonistische Rolle, was ihm einen Ruf als herausfordernder Konkurrent einbrachte.

## Athletenstatistik
- Vollständiger Name: Kenny Waller
- Gewicht: 225–235 lbs (102,1–106,6 kg)
- Größe: 6' (183 cm)
- Geburtsjahr: 1942
- Nationalität: Amerikaner
- Beruf: Professioneller Bodybuilder, Schauspieler
- Alias: Ken
- Ära: 1960, 1970, 1980

## Erfolge
Unter Ken Wallers zahlreichen Erfolgen sind:
- 1975: IFBB Universe, 1. Platz
- 1976: Mr. Olympia Over 200 lbs, 1. Platz
- Weitere Top-Platzierungen bei verschiedenen nationalen und internationalen Wettbewerben